# Skogsdvärgsnäcka

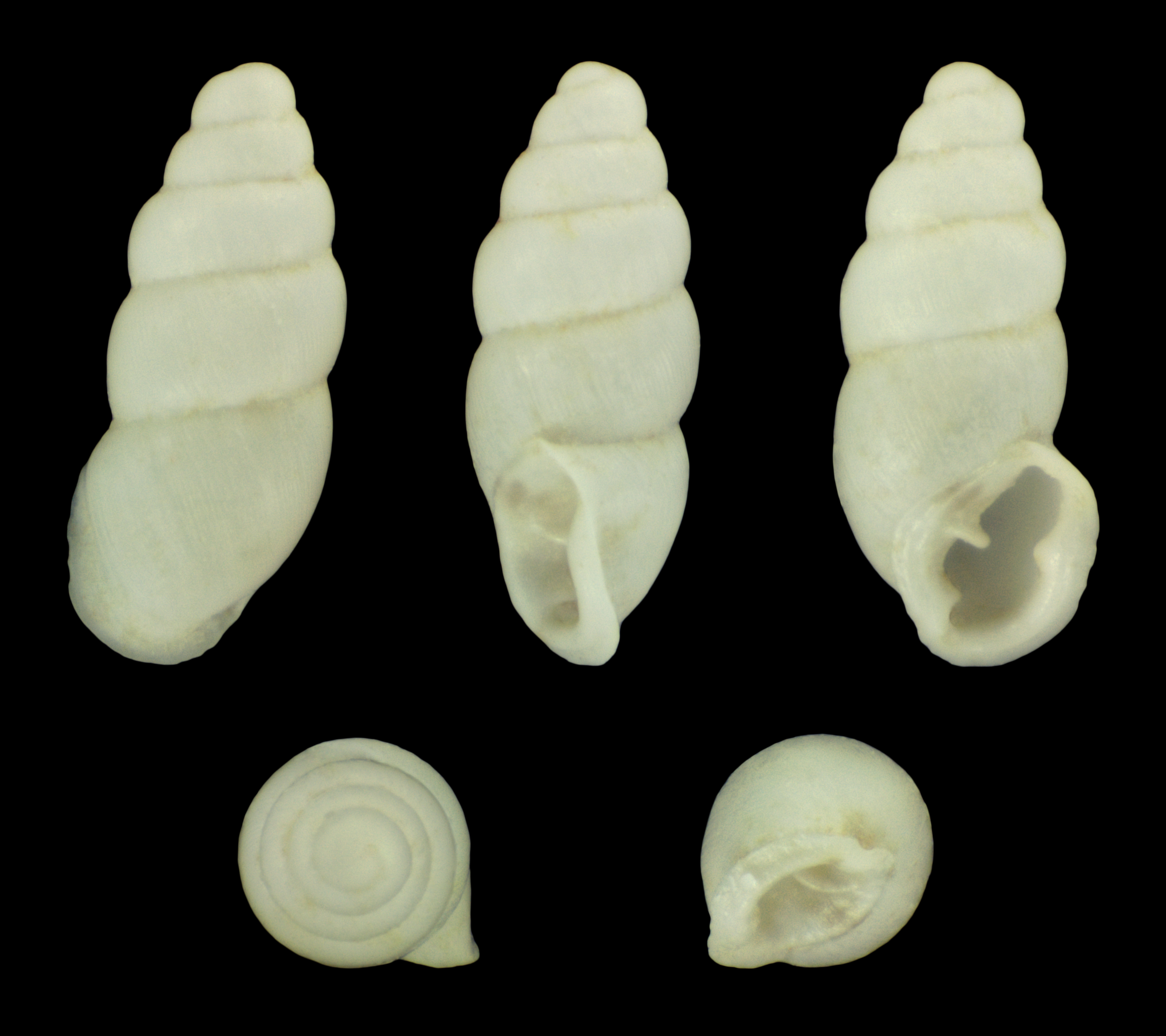
Fossil, Pleistocen

Skogsdvärgsnäcka (Carychium tridentatum) är en snäckart som först beskrevs av Risso 1826. Enligt Catalogue of Life ingår Skogsdvärgsnäcka i släktet Carychium och familjen Carychiidae, men enligt Dyntaxa är tillhörigheten istället släktet Carychium och familjen dvärgsnäckor. Arten är reproducerande i Sverige. Inga underarter finns listade i Catalogue of Life.